# Leger van het Romeinse Keizerrijk
Het Romeinse leger tijdens het principaat was een directe voortzetting van het leger in de Romeinse Republiek. Alle hervormingen die Marius en anderen hadden ingevoerd, bleven gehandhaafd. Nadat de grenzen van het rijk omstreeks 117-138 definitief vastgelegd waren langs de Rijn-Donaulijn (Limes, werden vrijwel alle militaire eenheden (behalve de pretoriaanse garde) gestationeerd op of nabij de grenzen, in ongeveer 17 van de 42 provincies van het rijk tijdens het bewind van Hadrianus. Omdat het Romeinse principaat in wezen een militaire Junta was, kreeg het leger in toenemende mate een politieke rol, wat uiteindelijk culmineerde in het Vierkeizerjaar en later in de z.g. Soldatenkeizers.

## De Burgeroorlogen en hun nasleep
Augustus schreef, in zijn Res Gestae, hoe hij op zeventienjarige leeftijd een leger ronselde om de Romeinse Republiek te bevrijden van de eeuwige twisten tussen verschillende politieke facties. Uiteindelijk resulteerde dit in het begin van het principaat.
De ongeveer 60 legioenen die in de burgeroorlog actief waren, werden gereorganiseerd, soms samengevoegd (de z.g. Gemina ("tweeling") legioenen waren hiervan het resultaat), soms opgeheven, veteranen kregen eervol ontslag, benoemde legati in alle provincies waar een legioen was gestationeerd en behield het imperium aan zichzelf voor. Tevens richtte hij de pretoriaanse garde op, wat later nog serieuze consequenties zou hebben.
In tegenstelling tot republikeinse tijden, waar een legeraanvoerder bij zijn troepen was en door zijn aanwezigheid tot loyaliteit inspireerde (bijvoorbeeld Gaius Julius Caesar), was het nu mogelijk dat een aan de grens gestationeerde legionair gedurende zijn hele diensttijd de man voor wie hij vocht nooit te zien kreeg. Het grote gevaar was dus dat de legioenen trouw zouden zweren aan een populaire commandant en in opstand zouden komen, zoals ook inderdaad gebeurd is. Om de keizer in de gedachten van de troepen te houden werd een imaginifer, een "beeltenisdrager" aan de legioenen toegevoegd en de legerleiding werd aan verwanten van Augustus, zoals Drusus en Tiberius toevertrouwd en werd het rijk uitgebreid tot aan de Elbe. De slag bij het Teutoburgerwoud in 9 n. Chr., waarbij de XVIIe, XVIIIe en XIXe legioenen werden vernietigd, was de enige zware nederlaag die in deze tijd werd geleden.

## Onrust in de legioenen
Het beleid van Augustus was tijdens zijn leven, en waarschijnlijk vanwege zijn reputatie, zeker succesvol, maar na zijn dood in 14 n.Chr. werden de eerste tekenen van onvrede in de legioenen zichtbaar. Verschillende legioenen in Pannonia en Germania Inferior kwamen in opstand. Tiberius volgde het voorbeeld van Augustus door de legerleiding in handen van zijn adoptiefzoon Germanicus en broer Drusus te geven. De laatste bedwong, door een gelukkig toeval, de opstand in Pannonia, de eerste die in Germania Inferior.
De oorzaken van deze opstanden, de grieven van de legionairs, zijn ons door Tacitus overgeleverd en hebben voornamelijk betrekking op de leefomstandigheden van de milites. Men eiste een hogere soldij en een kortere diensttijd, ontslag voor veteranen, een einde aan de treiterijen door de centurio's en een regeling voor het afkopen van corveediensten, wat de legionairs een groot deel van hun soldij kostte.
Het meest verontrustende aan de situatie was dat de legioenen Germanicus aanboden hem tot Princeps uit te roepen. Dit was niet de eerste keer dat door militaire macht de leiding van het Romeinse Rijk werd betwist. Tenslotte deden Gaius Julius Caesar en zijn tegenstanders niets anders. Nieuw was wel dat dit de eerste keer was dat de legioenen zelf het initiatief namen. Iets dat later in de aanloop tot het Vierkeizerjaar eerder regel dan uitzondering werd.

## De pretoriaanse garde en haar commandanten
In Rome kreeg de commandant van de pretoriaanse garde, Seianus die na de dood van Augustus was aangesteld, steeds meer invloed op Tiberius doordat hij, als enige bepaalde wie toegang tot de keizer had en wie niet. De keizer verbleef op Capri en hoorde via Seianus wat er in Rome gebeurde. Hij stookte de gemoederen op tegen Agrippina, de weduwe van Germanicus en wist zich zelfs door een huwelijk aan de keizerlijke familie te verbinden. Uiteindelijk werd hij door Tiberius zelf ten val gebracht en op zijn orders terechtgesteld, en, op voorstel van Caligula vervangen door Macro, die zo mogelijk nog erger was. Door hun directe toegang tot de princeps en hun vertrouwenspositie als lijfwacht, had de Garde een aanzienlijke macht, want zonder deze garde was een keizer zijn leven niet zeker. Zij waren de gewapende macht die de princeps in het zadel hield.

## Het Vierkeizerjaar
De invloed van het leger, zowel de legioenen als de pretoriaanse garde culmineerde uiteindelijk in het vierkeizerjaar. Na de mislukte opstand van Vindex bieden de legioenen hun (populaire) commandant Verginius Rufus tot drie keer toe het principaat aan, maar die weigert hardnekkig. Het is uiteindelijk Servius Sulpicius Galba die, eveneens steunend op de legioenen de macht grijpt. De Julisch-Claudische dynastie is ten einde en de Romeinen beseffen dat men niet in Rome hoeft te zijn om keizer te worden. Zelfs de mythe dat het Julische huis direct van Venus afstamt en de princeps daarmee een goddelijk mandaat geeft, is niet langer een garantie.
De machtsgreep van Servius Sulpicius Galba resulteert niet alleen in een bloedbad bij de Milviusbrug onder de ongewapende milites van het Eerste legioen classica dat door Nero in allerijl was opgericht, maar heeft eveneens als consequentie dat Rome zelf nu onderdak biedt aan een grote hoeveelheid legionairs. Wat belangrijker is, de legioenen aan de noordelijke limes, met name in Germania Inferior beseffen dat hun macht groter is dan gedacht. Er is dan ook maar een gewetenloze commandant, Aulus Vitellius voor nodig om een opstand te ontketenen. Ondertussen kiezen de pretoriaanse garde en de in Rome gelegerde troepen een andere kant en helpen Otho aan de macht. Galba en zijn beoogde opvolger Piso worden vermoord en het Romeinse Rijk valt opnieuw ten prooi aan een verschrikkelijke burgeroorlog.
Uiteindelijk is het Vespasianus die, gesteund door de legioenen uit het oostelijk gedeelte van het rijk, als overwinnaar, als men deze term mag gebruiken, uit de bus komt. Hij is een militair, een aangezien generaal die zijn sporen heeft verdiend met het neerslaan van de Joodse Opstand. De bedreiging van buitenaf, in de vorm van de Opstand van de Bataven, wordt handig gebruikt om de legioenen af te leiden van hun politieke invloed en het rijk opnieuw te verenigen en de Flavische dynastie neemt haar aanvang.